# Phytomyza actaeae
Phytomyza actaeae är en tvåvingeart som beskrevs av Friedrich Georg Hendel 1922. Phytomyza actaeae ingår i släktet Phytomyza, och familjen minerarflugor. Arten är reproducerande i Sverige.